# Razia
Razia (do francês razzia, rezzou, por sua vez do árabe غز; ghazw ou ghazah, "batalha"), na literatura europeia ocidental, é um termo que designa a invasão de território inimigo ou estrangeiro, numa incursão rápida visando o saque (de rebanhos, alimentos, pessoas). Por extensão de sentido, pode se referir a malefícios, depredações ou danos, materiais ou espirituais, praticados por um grupo contra outro. No contexto da Idade Média na Península Ibérica, é frequente designar as razias por aceifas.
As primeiras razias importantes de muçulmanos contra territórios cristãos da Península Iberica começaram após a derrota de Bermudo I das Astúrias pelo emir andalusino Hixame I, na batalha do Burbia (791), que chegou a saquear a cidade de Oviedo a 794 Com a subida ao trono das Astúrias de Afonso II, o Casto e a vitória cristã na batalha de Lutos, as razias mouras são interrompidas, dando início a uma série de razias cristãs em resposta, como a de 798 a Lisboa.
As lutas internas no seio do próprio Emirado de Córdova interromperam também as incursões — ou, pelo menos, de forma intensiva — até à subida ao trono de Abderramão II. Após acabar com as pretensões do seu tio Abedalá ao trono e sufocar uma revolta em Múrcia, organizou razias anuais contra os cristãos (no seu pico de intensificação chegaram a organizar-se três durante o mesmo ano). A maioria dirigiu-se contra Álava e, especialmente, Galiza, que seria a região mais vulnerável do Reino das Astúrias. Não obstante, houve também ataques contra Ausa (Vic), Barcelona, Girona e inclusivamente Narbona, nas expedições dos anos 828, 840 e 850.
Nas leis dos muçulmanos na península existia o preceito de como se havia de realizar a guerra santa:
| “ | A guerra santa deve efectuar-se a cada ano, com força militar suficiente, contra o lado mais exposto. É um dever de solidariedade (uns contribuindo com as suas pessoas, outros com os seus bens) que se impõe a todo varão de condição livre, púbere e válido […] | ” |

Esse preceito seria zelosamente cumprido por Almançor que, no ano 981, em que Hixame II lhe delega os seus poderes, foi nomeado al-Mansür bi-llah ("O Vitorioso de Deus") e passou a organizar até cinco expedições a terras cristãs.
A sua morte, após a batalha de Calatañazor (1002), deixou um legado impressionante: 52 campanhas militares vitoriosas contra os reinos cristãos das quais melhor se conhecem as organizadas contra Barcelona (985) e Santiago de Compostela (997), onde, segundo a lenda, obrigou os escravos cristãos a carregar com os sinos da catedral até Córdova. Na lista de alvos, incluem-se um grande número de mosteiros cristãos, como o de San Millán de Suso, cidades portuguesas, ou mesmo as capitais dos reinos cristãos de Pamplona e Leão, que chegou a saquear quatro vezes
Durante a dominação almorávida e almóada, as razias dirigiram-se tanto ao território cristão como ao muçulmano. Os almorávidas percorreram todo o Norte de África até ao Gana. O fanatismo desses novos invasores resultaria na aliança de alguns reis menores de taifas com os reinos cristãos do Norte, convertendo-se também em alvos dessas razias.
As últimas razias importantes em território peninsular produziram-se pouco depois da batalha de Alarcos, em 1198, contra Madrid, e em 1199 a Guadalajara. A batalha de Navas de Tolosa (1212) arruinaria definitivamente o poder militar almóada, e o Al-Andalus não voltaria a passar à ofensiva.